# Knack (computerspel)
Knack is een beat 'em up-platformspel ontwikkeld door SCE Japan Studio voor de PlayStation 4. Het spel werd uitgebracht in Europa door Sony Computer Entertainment op 29 november 2013.
In het spel ontdekt de hoofdpersoon Knack dat hij ijs, metalen en andere stoffen in zijn lichaam kan integreren, hierdoor krijgt hij nieuwe vaardigheden des te verder de speler in het spel komt. De ontwerper van het spel beschrijft het spel als "een combinatie van Crash Bandicoot en Katamari Damacy met een vleugje God of War".

## Knack's Quest
Om de lancering van het spel te promoten werd het gratis mobiele spel Knack's Quest uitgebracht op 6 november 2013. Het puzzelspel werd uitgebracht voor iOS en Android. Spelers kunnen verbinding maken met het PlayStation Network om zo speciale relikwieën vrij te spelen in de PlayStation-versie.